# Montrondo
Montrondo es una localidad española del municipio de Murias de Paredes, en el noroeste de la provincia de León, comunidad autónoma de Castilla y León. En 2020 contaba con una población de 34 habitantes.
Se encuentra en la comarca de Omaña, cerca del puerto de la Magdalena y próximo al nacimiento del río Omaña. El pueblo está rodeado de montañas, algunas de las cuales sobrepasan los 2000 m de altitud, como es el caso del Monte Tambarón.

## Clima
Debido a la altitud del municipio, Montrondo tiene un clima de alta montaña. Los inviernos son fríos con mínimas de hasta -20 °C y grandes nevadas. Los veranos suelen ser calurosos durante el día, sobre 25 °C, y frescos durante la noche, bajando hasta más de 10 °C. En primavera abundan las precipitaciones.

## Historia

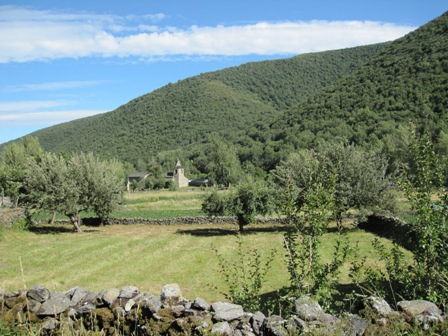
Montrondo

Sus habitantes se dedicaron durante siglos fundamentalmente a la ganadería y a la agricultura de autoabastecimiento. En la actualidad, la mayor parte de su población es anciana, aunque en verano el pueblo rejuvenece gracias a la visita de las nuevas generaciones.

## Patrimonio
La arquitectura popular se caracteriza por casas fabricadas con piedra gris oscura de la zona y tejados en pizarra adecuados a la climatología del lugar. También cuenta con una antigua iglesia del siglo XIX en cuyo interior se encuentra un retablo restaurado recientemente.

## Fiestas
La fiesta del Corpus Christi se celebra a principios de junio. Todo el pueblo, y extranjeros que lo conocen, se juntan para jugar a los juegos típicos de allí, tanto para niños como adultos. La fiesta de Santa Marta, a la que está dedicada la iglesia del pueblo, se celebra el último fin de semana de julio.